# 유타 (남련후)
유타(劉佗, ? ~ ?)는 전한 중기의 제후로, 조경숙왕의 아들이다.

## 행적
무제 때 남련후(南䜌侯)에 봉해졌으나, 정화 2년(기원전 91년) 주금을 법도에 맞지 않게 헌납한 죄로 작위가 박탈되었다.

## 출전
- 반고, 《한서》 권15상 왕자후표 上

| 선대 (첫 봉건) | 전한의 남련후 ? ~ 기원전 91년 | 후대 (봉국 폐지) |